# Trichochermes certus
Trichochermes certus är en insektsart som beskrevs av Loginova 1964. Trichochermes certus ingår i släktet Trichochermes och familjen spetsbladloppor. Inga underarter finns listade i Catalogue of Life.